# Équipe d'Allemagne masculine espoir de kayak-polo
L'équipe d'Allemagne espoir de kayak-polo est l'équipe masculine espoir qui représente l'Allemagne dans les compétitions majeures de kayak-polo.
Elle est constituée par une sélection des meilleurs joueurs allemands âgés de moins de 21 ans.

## Joueurs actuels
Sélection pour les Championnats d'Europe de kayak-polo 2007
| Numéro | Nom                | Club | Date de naissance |
| ------ | ------------------ | ---- | ----------------- |
| 1      | Johan Driessen     |      |                   |
| 9      | Jakob Husen        |      |                   |
| 25     | Sören Kraemer      |      |                   |
| 14     | Sven Spenner       |      |                   |
| 13     | Henning Steinhauer |      |                   |
| 19     | Jonas Vieren       |      |                   |
| 5      | Dennis Witt        |      |                   |